# Eschhofen
Eschhofen is een plaats in de Duitse gemeente Limburg an der Lahn, deelstaat Hessen, en telt 2816 inwoners (2006).